# Cyanocorax
Cyanocorax – rodzaj ptaków z rodziny krukowatych (Corvidae).

## Zasięg występowania
Rodzaj obejmuje gatunki występujące w Ameryce.

## Morfologia
Długość ciała 27–77 cm; masa ciała 66–272 g.

## Systematyka
Rodzaj zdefiniował w 1826 roku niemiecki zoolog Friedrich Boie na łamach czasopisma Isis von Oken. Gatunkiem typowym była modrowronka pluszogłowa (Cyanocorax chrysops).

### Etymologia
- Cyanocorax: gr. κυανος kuanos „ciemnoniebieski”; κοραξ korax, κορακος korakos „kruk, wrona”, od κρωζω krōzō „krakać”[18].
- Cyanurus: gr. κυανος kuanos „ciemnoniebieski”; ουρα oura „ogon”[19]. Typ nomenklatoryczny: Pica formosa Swainson, 1827.
- Psilorhinus: gr. ψιλος psilos „nagi, goły”; ῥις rhis, ῥινος rhinos „nozdrza”[20]. Typ nomenklatoryczny: Psilorhinus mexicanus Rüppell, 1837 (= Pica morio Wagler, 1829).
- Calocitta (Callocitta): gr. καλος kalos „piękny”; κιττα kitta „sroka”[21]. Typ nomenklatoryczny: Pica bullockii Wagler, 1827 (= Pica formosa Swainson, 1827).
- Uroleuca: gr. ουρα oura „ogon”; λευκος leukos „biały”[22]. Typ nomenklatoryczny: Corvus pileatus Temminck, 1821 (= Pica chrysops Vieillot, 1818) (Bonaparte); Corvus cyanoleucus zu Wied-Neuwied, 1821 (= Corvus cristatellus Temminck, 1823) (Cabanis).
- Xanthoura: gr. ξανθος xanthos „żółty, złoty”; ουρα oura „ogon”[23]. Typ nomenklatoryczny: Corvus peruvianus J.F. Gmelin, 1786 (= Corvus yncas Boddaert, 1783).
- Xanthocitta: gr. ξανθος xanthos „żółty, złoty”; κιττα kitta „sójka”[24].
- Cissilopha: gr. κισσα kissa „sójka”; λοφος lophos „grzebień, czub”[25]. Typ nomenklatoryczny: Pica san-blasiana Lafresnaye, 1842.
- Coronideus (Coronoideus, Coronoides): gr. κορωνιδευς korōnideus „mała wrona”, od zdrobnienia κορωνη korōnē „wrona”, od κρωζω krōzō „krakać”[26]. Typ nomenklatoryczny: Cyanocorax hyacinthinus Cabanis, 1848 (= Cyanocorax violaceus Du Bus, 1847).
- Cyanocorvus: łac. cyanos „lapis lazuli”, od gr. κυανος kuanos „ciemnoniebieski”; corvus kruk[27].
- Argurocitta: gr. αργος argos „biały”; ουρα oura „ogon”; κιττα kitta „sójka”[28].

### Podział systematyczny
Do rodzaju należą następujące gatunki:
- Cyanocorax violaceus Du Bus, 1847 – modrowronka hiacyntowa
- Cyanocorax cyanomelas (Vieillot, 1818) – modrowronka purpurowa
- Cyanocorax cristatellus (Temminck, 1823) – modrowronka czołoczuba
- Cyanocorax coeruleus (Vieillot, 1818) – modrowronka lazurowa
- Cyanocorax morio (Wagler, 1829) – brązowronka
- Cyanocorax colliei (Vigors, 1829) – srokal czarnogardły
- Cyanocorax formosus (Swainson, 1827) – srokal białogardły
- Cyanocorax yncas (Boddaert, 1783) – modrowronka zielona
- Cyanocorax mystacalis (de Sparre, 1835) – modrowronka białosterna
- Cyanocorax dickeyi R.T. Moore, 1935 – modrowronka hełmiasta
- Cyanocorax affinis von Pelzeln, 1856 – modrowronka liliowoskrzydła
- Cyanocorax heilprini Gentry, 1885 – modrowronka amazońska
- Cyanocorax cyanopogon (zu Wied-Neuwied, 1821) – modrowronka białokarkowa
- Cyanocorax chrysops (Vieillot, 1818) – modrowronka pluszogłowa
- Cyanocorax cayanus (Linnaeus, 1766) – modrowronka białogłowa
- Cyanocorax melanocyaneus (Hartlaub, 1844) – modrowronka kędzierzawa
- Cyanocorax yucatanicus (A.J.C. Dubois, 1875) – modrowronka jukatańska
- Cyanocorax sanblasianus (Lafresnaye, 1842) – modrowronka stokowa
- Cyanocorax beecheii (Vigors, 1829) – modrowronka duża